# حكومة الكويت الحرة المؤقتة

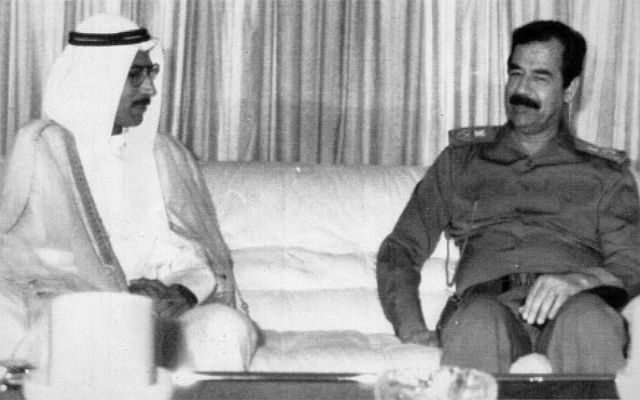
الرئيس العراقي صدام حسين ورئيس الحكومة المؤقتة علاء حسين في 7 أغسطس 1990 ببغداد.

حكومة الكويت الحرة المؤقتة هي حكومة عميلة تشكلت في 4 أغسطس 1990 أي بعد ثلاثة أيام من غزو الكويت، وقد كانت حكومة صورية تابعة للعراق. تشكلت من تسعة أعضاء بقيادة علاء حسين الخفاجي وجميعهم يحملون رتب متوسطة بالجيش الكويتي وحُلَّت في الثامن من الشهر نفسه بعد إعلان بغداد ضم الكويت واعتبارها محافظة عراقية.

## أثناء الغزو

### الظروف التي دعت إلى تشكيلها
بعد دخول الأراضي الكويتية، بحث العراق عن عذر لتشريع غزوه، فجرى اللجوء إليها اضطراراً بعدما رفضت قيادات كويتية بارزة، سواء في صفوف المعارضة البرلمانية ضمن مجلس الأمة المنحل - ذلك الوقت - أو من الوجوه الفكرية والإعلامية البارزة أو حتى من بين الفعاليات البعثية الكويتية وعلى رأسها قائد فرع الكويت لحزب البعث فيصل الصانع تولي رئاسة هذه الحكومة، فأصدر مجلس قيادة الثورة العراقي بيانًا صبيحة يوم الغزو فهم منه أنه حدث انقلاب عسكري في الكويت أطاح بآل صباح وطلب مساعدة العراق الأمنية كي يستتب الوضع، وأعرب البيان عن دعم العراق لهذه الثورة المزعومة.

### نص إعلان حكومة الكويت الحرة المؤقتة
بسم الله الرحمن الرحيم
بعد التوكل على الله، واستقرار الوضع لحكومة الكويت الحرة، المؤقتة، قررنا، وعلى بركة الله، إعلان الحكومة، وعلى الوجه التالي:
1. العقيد علاء حسين علي، رئيس الوزراء، القائد العام للقوات المسلحة، وزير الدفاع، وزير الداخلية وكالة.
2. المقدم وليد سعود محمد عبد الله، وزيراً للخارجية.
3. المقدم فؤاد حسين أحمد، وزيراً للنفط، وزيراً للمالية وكالة.
4. الرائد فاضل حيدر الوفيقي، وزيراً للإعلام، وزيراً للمواصلات وكالة.
5. الرائد مشعل سعد الهدب، وزيراً للصحة العامة وشؤون الإسكان.
6. المقدم حسين علي دهيمان الشمري، وزيراً للشؤون الاجتماعية والعمل، وزير الأشغال العامة وكالة.
7. الرائد ناصر منصور المنديل، وزيراً للتربية، وزير التعليم العالي وكالة.
8. الرائد عصام عبد المجيد حسين، وزيراً للعدل والشؤون القانونية، وزير الأوقاف والشؤون الإسلامية وكالة.
9. الرائد يعقوب محمد شلال، وزيراً للتجارة والكهرباء والتخطيط.
إن حكومة الكويت الحرة المؤقتة، إذ تعلن عن هذا التشكيل، تعاهد الله، وشعب الكويت الأبي، والأمّة العربية الكريمة، على الالتزام بما جاء في البيان الأول للثورة، الصادر في الحادي عشر من محرم (1411) للهجرة، المصادف الثاني من أغسطس 1990 ميلادية.
كما تعاهدهم على العمل والتفاني والتضحية السخية، من أجْل خدمة الشعب والأمّة.
وعلى الله فليتوكل المتوكلون
العقيد علاء حسين علي
رئيس الوزراء، القائد العام للقوات المسلحة
13 محرم 1411 للهجرة
4 أغسطس 1990 ميلادي

### الخط الزمني للحكومة المؤقتة
- 2 أغسطس 1990:

ادعت الحكومة المؤقتة أنها ثارت على آل صباح  لانتهاجها سياسات امبريالية وصهيونية معادية للشعب بغرض تنمية ثرواتهم الشخصية، كما أعلنت أنها فرضت حظر التجوال وأغلقت كافة الحدود والمنافذ البرية والبحرية والجوية ومنعت سفر المواطنين والمقيمين والأجانب كما منعت الإبحار والاقتراب من المياه الإقليمية للكويت  وطلبت مساعدة القوات العراقية  وزعم مجلس الثورة العراقية انه ارسل القوات العراقية في نفس اليوم استجابة لهذا الطلب وحماية للثورة المزعومة.
- 3 أغسطس 1990:

قررت مصادرة أموال أمير الكويت حينئذ جابر الأحمد الصباح وولي عهده آنذاك سعد العبدالله السالم الصباح وأحمد الجابر وأحمد الخليفة العذبي الصباح ونواف الأحمد الجابر  كما قررت في وقت لاحق في هذا اليوم إضافة كل من عبد الرحمن العوضي ومحمد أبو الحسن - مندوب الكويت في الأمم المتحدة - وعبد المحسن ناصر الجيعان - مندوب الكويت في جامعة الدول العربية -  وحذرت البنوك الأجنبية التي أودعوا فيها أموالهم من التلاعب بها.
- 4 أغسطس 1990:

أرسل علاء حسين برقية إلى صدام يشكره ويطلب منه سحب قواته اعتبارا من 5 أغسطس 1990 كما أعلن لاحقا ذلك اليوم عن تشكيلته الحكومية كما زعمت حكومته أنها بصدد تشكيل جيش شعبي بديلا عن الجيش الكويتي، ومنحت جميع الوافدين العرب غير الكويتيين والذين قدموا بغرض العمل الجنسية الكويتية، كما اعتبرت يوم 2 أغسطس هو «يوم النداء» للاحتفال بدخول الجيش العراقي الكويت للمساعدة بالإطاحة بالملكية.
- 5 أغسطس 1990:

هدد وليد سعود وزير خارجية الحكومة المؤقتة باستهداف مصالح ورعايا الدول العربية والأجنبية التي فرضت عقوبات على الكويت والعراق كما هدد بقطع العلاقات الدبلوماسية لهذه الدول وغلق سفاراتها.
- 7 أغسطس 1990:

ألغت الحكومة إمارة الكويت وأعلنت جمهورية الكويت.
- 8 أغسطس 1990:

طلبت حكومة الكويت المؤقتة الوحدة الاندماجية مع العراق والذي تم الموافقة عليه فورا من قبل مجلس قيادة الثورة العراقية

### حل الحكومة المؤقتة
تم حل الحكومة المؤقتة في 8 أغسطس 1990 بعد إعلان قيام الوحدة الاندماجية بين العراق والكويت واعتبارها المحافظة رقم 19 وأصدر صدام حسين يومها قرارا بتعيين علاء حسين علي نائبا لرئيس الوزراء العراقي وعين الوزراء الباقين كمستشارين في رئاسة الجمهورية بدرجة وزير.

## عودة أعضاء الحكومة بعد تحرير الكويت
بعد عودة الوزير حسين دهيمان الشمري مع فوج الأسرى الكويتيين نتيجة لحالته الصحية المتردية، خير صدام وزراء الحكومة المؤقتة السبعة الباقين بالجهة التي يريدون العودة إليها -بعدما أكد لهم أن علاء حسين رئيس الحكومة يريد أن يبقى- فطلبوا الكويت، فأمر الرئيس العراقي ناحية مرافقه طالباً منه تخصيص سيارة جيمس كبيرة تنقلهم جميعاً حتى آخر نقطة عراقية وزود كل منهم بمبلغ 50 ألف دولار، وساعة ذهبية عليها صورته... ثم مد يده مصافحاً إياهم فرداً فرداً.
في 27 أبريل 1991 عاد جميع وزراء الحكومة المؤقتة - عدا علاء حسين - إلى الكويت، وقاموا بتسليم أنفسهم وهدايا صدام للسلطات الكويتية فور عودتهم.

### مصير أعضاء الحكومة المؤقتة
أحيل هؤلاء إلى جهات التحقيق في جهاز أمن الدولة الكويتي التي انتهت من التحقيق معهم في 15 مايو 1991 ثم حولتهم إلى نيابة أمن الدولة في 22 يوليو 1991، وأكدوا خلال التحقيقات ولائهم للكويت وأميرها وشهدوا ضد علاء حسين.
ويومها قال الشيخ أحمد الحمود الصباح وزير الداخلية الكويتي إن الكويت «لا تملك أدلة على أن الحكومة الموقتة مذنبة، غير انهم الأعضاء قبلوا المناصب الوزارية واجتمعوا مع وزراء عراقيين وظهروا على شاشة التلفزيون العراقي».
ثم أعلن وزير العدل الكويتي آنذاك غازي عبيد السمار في 9 سبتمبر 1991 إغلاق ملف الحكومة الموقتة مشيراً إلى انتهاء التحقيقات وأن أعضاء الحكومة «كانوا مسلوبي الإرادة وتعرضوا للضرب وتهديدات وتعذيب مادي ونفسي» وأنه «جرى الاستناد في التحقيق على التقارير الواردة من الاستخبارات العسكرية ومباحث أمن الدولة». واكد الوزير انه اعتماداً على القاعدة القانونية بالنسبة إلى مسلوب الإرادة والمكره فإنه لا يحاسب على أي جريمة. ونوه في هذا الصدد بأن المتهم الثامن علي حسين كان مريضاً ومسلوب الإرادة وأنه خرج من السجن العراقي كبقية الأسرى والمعتقلين، ثم أصدرت محكمة أمن الدولة الكويتية حكماً بالإعدام غياباً على علاء حسين بتهمة الخيانة العظمى وبرأت بقية المتهمين.
أعضاء الحكومة المؤقتة السبعة عملوا بعد ذلك في وزارة الدفاع الكويتية حيث تناسى المجتمع الكويتي قضيتهم بهدوء في حين توفي حسين علي الشمري الذي كان يعاني من المرض.

### مصير رئيس الحكومة
في عام 1998 سمح العراق لعلاء بأمر من صدام حسين شخصياً بمغادرة البلاد إلى حيث يشاء ومنحه خمسة آلاف دولار كمساعدة. وأمضى علاء بعض الوقت في تركيا قبل ان يتوجه إلى لندن حيث زار سفارة الكويت والتقى بناء على طلبه الدكتور سعد بن طفلة وكان ملحقاً إعلامياً للكويت في لندن، بحجة الكشف عن معلومات عن الأسرى قالت الكويت انها لا تتضمن أي جديد أكثر مما هو معروف للكويت... ثم إن علاء اختار منفى نرويجياً ريفياً هادئاً قبل أن يعود للكويت في 14 يناير 2000 ليسجن ويحكم عليه في أبريل من نفس العام بالإعدام بتهمة الخيانة العظمى  ثم خفف إلى السجن المؤبد.